# Белтон (Техас)
Белтон (англ. Belton) — місто (англ. city) в США, в окрузі Белл штату Техас. Населення — 23 054 особи (2020).

## Географія
Белтон розташований за координатами 31°3′20″ пн. ш. 97°28′45″ зх. д. / 31.05556° пн. ш. 97.47917° зх. д. (31.055518, -97.479169).  За даними Бюро перепису населення США в 2010 році місто мало площу 51,65 км², з яких 49,03 км² — суходіл та 2,63 км² — водойми.

## Демографія
Згідно з переписом 2010 року, у місті мешкало 18 216 осіб у 6168 домогосподарствах у складі 4153 родин. Густота населення становила 353 особи/км².  Було 6612 помешкання (128/км²).
Расовий склад населення:
| - 74,5 % — білих - 8,1 % — чорних або афроамериканців - 1,6 % — азіатів - 0,9 % — корінних американців - 0,2 % — вихідців з тихоокеанських островів - 11,8 % — осіб інших рас |

До двох чи більше рас належало 3,0 %. Частка іспаномовних становила 29,1 % від усіх жителів.
За віковим діапазоном населення розподілялося таким чином: 25,7 % — особи молодші 18 років, 63,4 % — особи у віці 18—64 років, 10,9 % — особи у віці 65 років та старші. Медіана віку мешканця становила 29,2 року. На 100 осіб жіночої статі у місті припадало 96,6 чоловіків;  на 100 жінок у віці від 18 років та старших — 94,4 чоловіків також старших 18 років.
Середній дохід на одне домашнє господарство  становив 62 767 доларів США (медіана — 51 033), а середній дохід на одну сім'ю — 72 609 доларів (медіана — 56 612). Медіана доходів становила 36 631 долар для чоловіків та 30 903 долари для жінок. За межею бідності перебувало 16,1 % осіб, у тому числі 19,1 % дітей у віці до 18 років та 12,4 % осіб у віці 65 років та старших.
Цивільне працевлаштоване населення становило 8245 осіб. Основні галузі зайнятості: освіта, охорона здоров'я та соціальна допомога — 24,7 %, мистецтво, розваги та відпочинок — 14,0 %, роздрібна торгівля — 12,2 %.